# Kostel Nanebevzetí Panny Marie (Chrudim)
Arciděkanský kostel Nanebevzetí Panny Marie se nachází na Resselově náměstí v Chrudimi. Jedná se o trojlodní bazilikální gotický kostel s románskými základy, který byl upravován v novogotickém slohu.

## Historie a stavební vývoj
O předchůdci kostela není mnoho informací, ale je téměř jisté, že už za dob Přemyslovců, kdy Chrudim byla administrativní a politické středisko oblasti, stál uprostřed tohoto centra kostel. V první třetině 14. století propukl v čerstvě založeném městě požár, který možná zasáhl původní kostel a tak se město rozhodlo postavit nový. Díky dendrochronologickému výzkumu trámoví nad presbytářem v roce 2001 bylo zjištěno, že část krovu kostela pochází už z roku 1340. V roce 1359 bylo potvrzeno podací právo k břevnovskému klášteru.

### 14.–15. století
Stavba kostela začala v gotickém období výstavbou presbytáře, hlavní lodě, následovaly lodě vedlejší a dvojice věží v západním průčelí. Opěrné sloupy byly částečně vtaženy do vnitřku kostela.

### 16.–18. století
Od poloviny 15. století byl kostel utrakvistický. Před rokem 1552 byl vybudován literátský kůr. Na jižní straně byly zřízeny oratoře. U obou postranních lodí byly zrušeny gotické předsíňky (dvorany). Kostel měl v západním průčelí dvě věže, rozdílné výšky a tvaru. Jižní věž byla opatřena dřevěným ochozem pro trubače, proto se nazývala Trubačka, severní věž se jmenovala Černá.
V roce 1630 se zřítila podlaha trubačova bytu. To narušilo už tak dost špatný stav věže. 23. února 1681 po morovém procesí byl jako poděkování za odvrácení moru od Slatiňan věnován do tohoto kostela obraz Krista Spasitele lidstva – Salvator Mundi (Chrudimský Salvátor), kopie poutního obrazu z Lateránské baziliky v Římě. Každoroční poutní procesí pokračovala až o roku 1782, kdy je císař Josef II. zakázal.
V květnu roku 1702 do Černé věže uhodil blesk. Shořela společně se severní, levou věží a s kostelním krovem až po presbytář. První věž, severní, Černá, byla opravena roku 1704. Následující rok byla opravena jižní věž, Trubačka. Při této příležitosti dostaly věže stejnou výšku a cibulovou střechu s lucernou. V letech 1727–1728 se za děkana Lýra zřídil parapet před kostelem. Jednalo se o plošinu s pěti schodišti po stranách i v ose hlavního portálu, který sloužil od roku 1685. Parapet byl zdoben sochami svatých. Roku 1740 shodila vichřice vrch jižní věže, ten prorazil a poškodil klenutí. Při výročí salvátorského jubilea proběhla oprava v roce 1748. Na štít západního průčelí byl mezi věže namalován obraz Salvátora.

### 19. století
Dne 22. února 1850 uhodilo opět do jižní věže. Shořela střecha i krov a rozlily se oba dva zvony (Poutník a Václav). Následně byla věž opatřena střechou ve tvaru nízkého jehlanu. Roku 1851 byla takto zastřešena i druhá věž, i když nebyla zasažena požárem. V roce 1856 se přikročilo k celkové opravě kostela. Po zjištění stavu stavby vznikl tzv. „komitét ku stavbě kostela“. Ve špatném stavu byla severní věž, která se od roku 1762 odchylovala. Dále presbytář, kde se objevovaly pukliny a zdi na severní straně. Většinu těchto problémů způsobovaly mělké základy a nevhodný podklad a terénní úpravy chrámového okolí.
Puristické přestavby, která proběhla v neogotickém duchu, se v roce 1857 ujal František Schmoranz. Začalo se novým schodištěm ve věži Trubačce a probouráním vstupu zvenčí. Dále proběhlo zajištění vnitřních a vnějších základů kolem dokola celého kostela. Roku 1873 byl odstraněn parapet. To umožnilo práce na průčelí a obou věžích, které kvůli jejich špatnému stavu byly postaveny téměř celé od základu nově. Výmalby interiéru se ujal bratr F. Schmoranze, Gustav Schmoranz. Malby zůstaly na zdech až do druhé světové války, kdy byly přemalovány. Sanktusník nad kostelním krovem byl dokončen roku 1880. Jednalo se o poslední práci na exteriéru kostela. Ten tak dostal podobu, kterou známe dnes.

### 20.–21. století
V dnešní době už k žádným přestavbám ani větším úpravám nedochází. Spíš se provádějí postupné rekonstrukce a archeologické výzkumy částí kostela. Jedná se hlavně o opravy či výměny střešních plášťů. V nedávné době byla např. vyměněna krytina nad presbytářem a nad bočními loděmi. V roce 2004 byla udělána zatím poslední výmalba trojlodí podle návrhu Lukáše Pavlíka.

### Program záchrany architektonického dědictví
V rámci Programu záchrany architektonického dědictví bylo v letech 1995-2014 na opravu památky čerpáno 5 775 000 Kč.
| rok    | 2009 | 2010 | 2011  | 2012  | 2013 | 2014 |
| ------ | ---- | ---- | ----- | ----- | ---- | ---- |
| částka | 700  | 750  | 1 745 | 1 000 | 730  | 850  |

## Popis exteriéru a interiéru

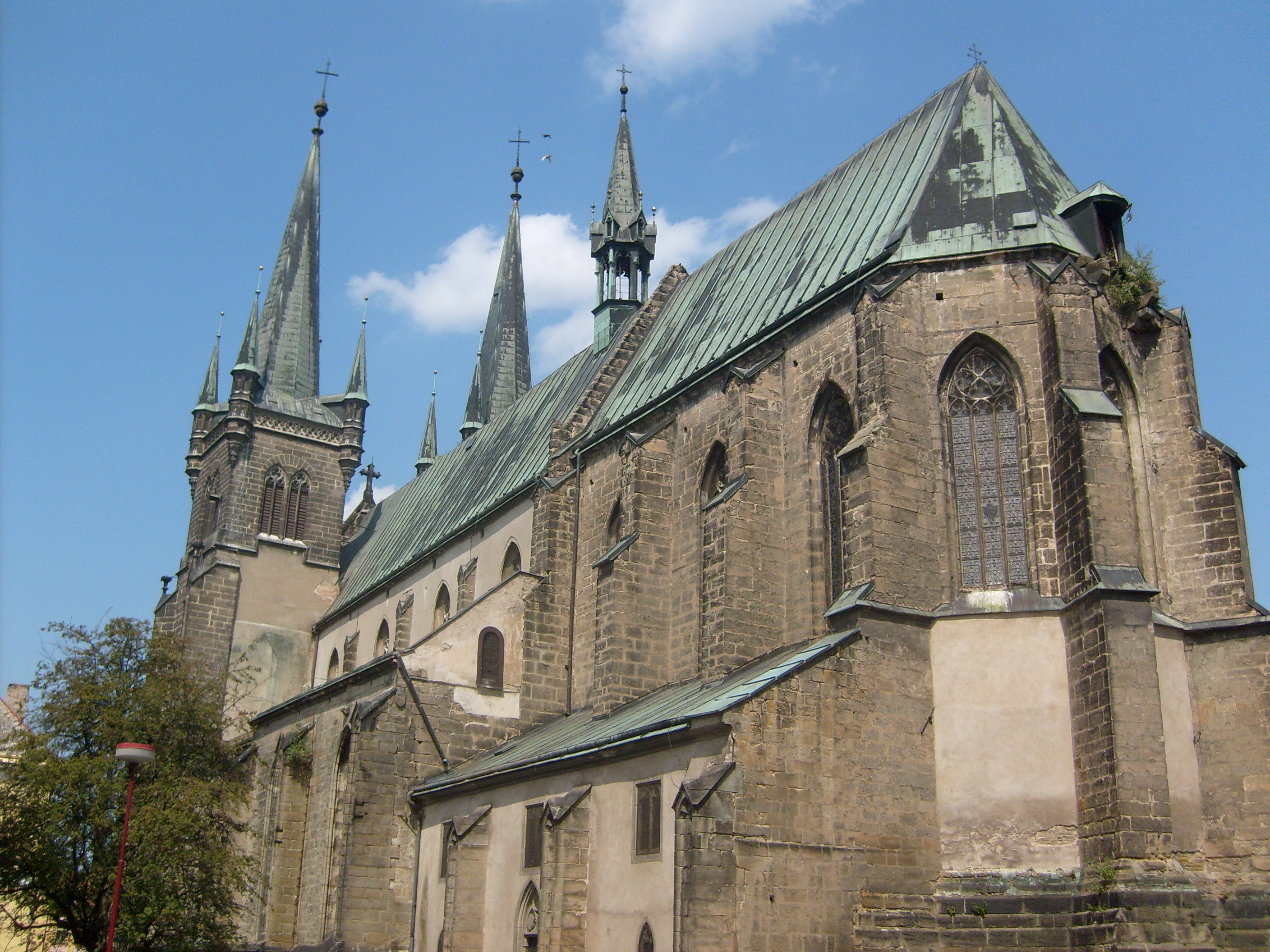
Pohled na kněžiště

### Exteriér
Kostel je vystavěn ve stoupajícím terénu a je východně orientovaný. Jedná se o rozlehlé bazilikální trojlodí, vystavěné z opuky a pískovce, s opěrnými pilíři. Hlavní loď je zastřešena sedlovou střechou se sanktusovou věžičkou, vedlejší pak střechami pultovými.
Průčelí dominuje dvojice nárožních hranolových věží vysokých přibližně 62 metrů, vstup zajišťuje ústupkový portál s lomeným obloukem a pískovcovým tympanonem, kde je vyobrazená Panna Marie. Nad portálem se nachází velké průčelní okno osvětlující kostelní kůr.

### Interiér
Vnitřní délka kostela je 39 metrů, šířka trojlodí u vchodu je 13 metrů a rozšiřuje se až na 15 metrů. Výška hlavní lodi je asi 14 metrů, vedlejších pak přibližně 10 metrů. I po úpravách v 19. století je výškový rozdíl mezi patou západního průčelí a východního presbytáře 3 metry. Interiér kostela je tak stupňovitě členěn, celkem se tam nachází 22 schodů. Pod stoupající opukovou podlahou se nachází několik krypt.
Hlavní loď se směrem k presbytáři rozšiřuje. Je zaklenuta čtyřmi poli s křížovými klenbami a jednou klenbou s hvězdicovým vzorem, která je nad kůrem. Osvětlena je bazilikálními okny, a to čtyřmi z jihu a třemi ze severu. Na hlavním oltáři je nad svatostánkem umístěna renesanční kopie římského obrazu Krista Spasitele, visí nad svatostánkem ve stříbrném rámu.
Vedlejší lodě je o čtyřech polích s křížovými klenbami, se žebry vybíhajícími přímo ze zdí a pilířů, z toho dvě západní pole jsou výrazně podélné. Oddělené jsou od hlavní lodě třemi páry pilířů s mezilehlými arkádami. Osvětlení zajišťují vysoká, štíhlá okna s lomeným obloukem, která jsou tři na každé straně. Ke středům lodí přiléhají navzájem si podobné otevřené předsíně, jež jsou zaklenuté obkročnou klenbou.
Kněžiště je o něco vyšší než hlavní loď a zvnějšku je opatřeno dvěma mohutnými opěráky. Skládá ze dvou příčně obdélných polí s křížovými klenbami a je ukončen pětibokým závěrem s paprsčitou klenbou. Žebra jsou ve vrcholu propojena zdobenými svorníky a lze si všimnout nízko položených svazkových přípor. Presbytář je osvětlen trojdílnými lomenými okny. Ornamentální a figurální výmalba z roku 1892 zdobí stěny presbytáře. Západní sakristie má křížovou klenbu. Jižní přístavky jsou většinou novodobě upravovány.

## Vnitřní vybavení kostela
Nejstarší z vybavení kostela je gotická křtitelnice z roku 1462, dále je tam řada gotických obrazů a soch, renesanční soubor epitafů, barokní hlavní oltář a nejvýznamnějším předmětem je vrcholně barokní obraz Chrudimského Salvátora. Kromě toho zde lze nalézt renesanční portrét Salvatora, tedy Ježíše Krista. Hodnotný obraz Panny Marie byl za třicetileté války proboden Švédy. Uvnitř jsou také varhany, budované od roku 1995 varhanářem Petrem Fischerem, nacházející se na kůru v západní části hlavní lodě. Varhany mají 45 rejstříků, tři manuály a cca 3 300 píšťal. Ve věžích jsou tři zvony, přístupné po klenbě hlavní lodi, z nichž největší, Panna Maria, je na "ruční pohon".
Pod kostelem nacházejí krypty, kde byli od 16. století do 18. století pohřbíváni lidé, kteří s kostelem nějak souviseli. Pohřbeno je zde několik set lidí.

## Zajímavosti
Říká se, že presbytář původního kostela sloužil jako hradní kaple. Na tomto hradě roku 1055 nejspíš zemřel kníže Břetislav. Nejnovější archeologické průzkumy z roku 2014 domněnku existence hradu na tomto místě potvrdily.

## Bohoslužby
V současné době je kostel takzvaně živý. Konají se zde pravidelné bohoslužby, občasné koncerty a jiné kulturní akce. Kostel je také přístupný veřejnosti a to od června do září samostatně nebo s průvodcem.